# Ustiprača
Ustiprača nebo často též Novo Goražde (srbsky Устипрача, turecky Yeni Gorajde) je město a sídlo stejnojmenné opčiny v Bosně a Hercegovině v Republice srbské. Nachází se asi 10 km severovýchodně od Goražde a asi 82 km jihovýchodně od Sarajeva. V roce 2013 žilo v Ustiprači 301 obyvatel, v celé opčině pak 3 391 obyvatel, Ustiprača je tak jedním z nejmenších bosenských měst. Nejbližšími městy jsou Goražde, Rogatica, Rudo a Višegrad.
Součástí opčiny je celkem 68 trvale obydlených sídel. Ačkoliv je správním střediskem opčiny město Ustiprača, největším sídlem je vesnice Zidine, dalšími většími vesnicemi než středisko samotné jsou Sopotnica a Slatina, takže je Ustiprača až čtvrtým největším sídlem opčiny. Jinak se opčina skládá z malých vesniček, mnohdy nedosahujících ani 50 obyvatel, často jsou to vesnice po pěti obyvatelích.
- Bašabulići 13
- Blagojevići 5
- Bogdanići 27
- Borak Brdo 41
- Borova 5
- Bošanje 5
- Bučje 27
- Donje Selo 5
- Dragolji 13
- Dragovići 12
- Džuha 5
- Gaj 5
- Gojčevići 15
- Gradac 105
- Hajradinovići 5
- Hladila 54
- Hrid 5
- Hrušanj 18
- Hubjeri 83
- Jabuka 5
- Kanlići 42
- Karauzovići 11
- Karovići 11
- Kazagići 5
- Kopači 157
- Kostenik 26
- Krašići 42
- Kreča 5
- Ljeskovik 5
- Mašići 283
- Milanovići 5
- Nevorići 23
- Novakovići 5
- Odžak 5
- Podhomara 5
- Podkozara Donja 127
- Podkozara Gornja 98
- Podmeljine 5
- Pribjenovići 18
- Prolaz 5
- Pršeši 11
- Radići 5
- Radijevići 5
- Radmilovići 5
- Ropovići 5
- Rusanj 19
- Seoca 5
- Slatina 410
- Sopotnica 498
- Surovi 5
- Šovšići 5
- Šućurići 5
- Trebeševo 5
- Uhotići 5
- Ustiprača 301
- Vlahovići 42
- Vranpotok 5
- Vučetić 5
- Zakalje 33
- Zapljevac 49
- Zemegresi 5
- Zidine 603
- Zorlaci 15
- Zubovići u Oglečevi 5
- Žigovi 12
- Žitovo 5
- Živojevići 15
- Žuželo 37

Městem protéká řeka Drina, do níž zde ústí řeka Prača, z čehož také pochází název města. Nachází se zde křižovatka silnic M5 a M20.